# 马世健
马世健（韩语： Ma Segeon，1994年1月24日—）生于釜山广域市，是一名韩国男子击剑运动员，主攻重剑，曾就读清州大学体育系，后加入釜山市政厅击剑队。2021年，他随国家队出战东京奥运，联同队友在男子团体重剑铜牌赛上以45比42击败中国队，帮助韩国队首次在该小项上摘得奥运奖牌。